# Codice R
Codice R (Code R) è una serie televisiva statunitense in 13 episodi andati in onda per la prima volta nel corso di una sola stagione nel 1977 sulla rete CBS.
Nel suo libro Total Television, lo storico della televisione Alex McNeil ha scritto che Code R è stata "una imitazione priva di fantasia della serie Emergency!" (trasmessa sulla NBC nel 1972). Durante la prima visione negli Stati Uniti, Code R si trovò in concorrenza con altre due serie televisive: Donny & Marie, trasmessa sulla ABC e due sitcom trasmesse sulla NBC, Sanford and Son e Chico and the Man. A causa dei bassi ascolti, la serie fu annullata dopo soli tredici episodi. Pur essendo di breve durata, Code R fu poi trasmessa in diversi paesi nel mondo, come nel Regno Unito sulla rete ITV nell'ultima parte degli anni settanta, durante la fascia pomeridiana.

## Trama
La squadra di pompieri di Channel Island, nel sud della California, è alle prese con vari casi d'emergenza, dagli incendi ai salvataggi in mare. Nel primo episodio devono salvare un sub e una persona su una mongolfiera. Non disdegnano azioni di polizia: nel quarto episodio si trovano in soccorso di due agenti federali rapiti da alcuni criminali in possesso di armi da fuoco rubate. Nell'ultimo episodio prima della cancellazione, Rick è tentato di lasciare la squadra per un altro lavoro sulla terraferma.

## Personaggi
- Walt Robinson, interpretato da Tom Simcox, capo della polizia.
- Barbara Robinson, Jesse Dizon da Joan Freeman, moglie di Walt.
- Rick Wilson, interpretato da James Houghton, capitano dell'unità dei vigili del fuoco.
- Suzy, interpretato da Susanne Reed, responsabile dell'ufficio.
- Harry, interpretato da W.T. Zacha, proprietario del Lighthouse Bar, dove i membri della squadra si soccorso si recano spesso quando sono fuori servizio.
- George Baker, interpretato da Martin Kove.
- Ted Millibank, interpretato da Ben Davidson.
- Bobby Robinson, interpretato da Robert Rundle, figlio di Walt.
- Payton, interpretato da Shane Sinutko.

## Episodi
| Stagione       | Episodi | Prima TV originale |
| -------------- | ------- | ------------------ |
| Prima stagione | 13      | 1977               |